# 文强 (国军中将)
文强（1907年9月19日—2001年10月22日），号念观，湖南省善化县（今湖南省长沙市望城区）人。黄埔军校四期学员。由周恩来介绍加入中国共产党，参加过北伐战争、亲历南昌起义，后脱离共产党。1935年加入国民党军统，官至中华民国陆军中将（1949）。1949年淮海战役（徐蚌會戰）被俘后投降，在功德林关了10年后，1958年被送到秦城监狱，1975年改造成功获特赦，1986年起任中华人民共和国第六届、第七届全国政协委员。病逝前1个月，在病榻上完成《文强口述自传》。

## 生平
文强出生于一个书香之家，是文天祥的第23代后裔，自称毛泽东之母文七妹为其姑母。他的父亲文振之早年留学日本，与孙中山、李烈钧、蔡锷、程潜、黄兴等辛亥革命元勋是朋友，文振之参加过孙中山先生领导的辛亥革命和蔡锷将军等领导的讨袁护国战争；曾任云南省高等审判厅厅长一职。文振之在退休还乡后，在家乡兴办教育事业。

### 共產黨時期、退黨返回國民黨
中学时代，文强与毛泽覃是同学。1924年見過孫中山。1925年經夏曦介紹，考入广州黄埔军校四期，与林彪同期。在邵力子介紹下加入中国国民党（不久即退出）；同時加入中国共产党，介绍人为教官周恩来。北伐战争时从事政治宣传。1927年參加南昌起義。此后随朱德进入四川，1930年曾任中共四川省委委員、川东特委书记，管辖23个县。次年在重庆被国民党逮捕，越狱后回到共产党，但受到猜忌和怀疑，文强被指“有失节行为”，受到留党察看一年的处分。他留下一封信给中共四川省委主要负责人，携时任四川省委妇女部长的妻子周敦琬出走。信中称：
「我们暂时离开你。你革你的命，我革我的命。Goodbye！」
夫妻二人前往上海，寻找时任中央军委书记周恩来，想请他替自己说情，但搜寻未果。他们返回长沙老家，担任老师和报刊编辑、记者。
1932年脱离中國共產黨，重新加入中國國民黨。1935年，文强进入杭州浙江警官学校，加入军统，得戴笠赏识，官至中将。1941年根據情報資料，判斷日軍將大舉進攻珍珠港。

### 徐蚌會戰中被俘
1949年1月在淮海战役中任徐州剿总前进指挥部参谋长，與杜聿明、黄维等人被解放军俘虏。文強最初被送往濰坊、濟南戰俘營改造，周恩來在戰犯名單中發現文強，派蕭勁光前去告訴文強：「周總理來電報，歡迎你上北京。」蕭勁光派四個警衛把文強送到北京德勝門模範監獄，編號72號；監獄長要文強寫悔過書，文強表示「自己一直愛國愛民，沒有做過什麼壞事，沒有殺害一個共產黨，也沒有破壞共產黨組織，脫離共產黨是因為無路可走，如果當時不走，恐怕早就沒有他，所以問心無愧」，并對监獄长声言：
「我曾任红一师师长兼政委，毛主席是我表哥，朱德是我上级，周恩来是我老师和『入党介绍人』，林彪是我部下，刘少奇家离我家不到20里路。是他们没有把我教好，要写悔过书应该他们写，我不写。」
作为高级战犯关押26年，由于长期不写认罪书，而无法特赦。
文强于1975年3月最后一批获特赦出狱。其后成为第六、七届全国政协委员。2001年10月22日在北京逝世，享年94岁。

## 家庭
文强的原配周敦琬，燕京大学毕业，是中共四川省委的首位女性委员。周于1940年去世后，他又与第二任妻子葛世明成婚。他共育有五子，其中四子为美籍华裔经济学家文贯中，第五子文定中在北京工作。其孙文岳武是闻达天下创始人。

## 世系关系
有许多媒体报道文强为毛泽东的表弟，甚至提到毛泽东的母亲与文强的父亲为亲兄妹。韶山毛泽东纪念馆干部邵季胜根据《湘乡高冲文氏支谱》指出，毛泽东的母亲文素勤只有三个亲哥哥文正兴、文正莹、文正材，“文强是毛泽东表弟”、“毛泽东母亲文七妹与文强父亲是亲兄妹”的说法是不成立的。新华联铜官窑古镇博物馆研究部总监邓继团泽根据《湘乡高冲文氏支谱》和《杨林冲文氏六义堂谱》指出，文素勤属于湘乡高冲文氏，是文彦纯次子文小山的二十四代孙，文强则属于杨林冲文氏，是文彦纯长子文卿的三十一代孙。文强的祖先文钦煌于明朝洪武初年迁居长沙，文素勤的祖先文伯琦是在宋朝大观元年迁居湘乡。高冲文氏和杨林冲文氏只是同姓远源的宗族，两个家族的源头在千年前就已分开，且文素勤高文强七辈，文强不是毛泽东的表弟。